# قوشتبه (صمصاد)
قوشتبه (بالكردية: Berfirat‏) (بالتركية: Kuştepe)‏ هي قرية كرديّة تتبع إداريّاً لمديرية صمصاد في محافظة أديامان التركية، بلغ عدد سكانها 73 نسمة في عام 2021.